# Розенталь (Краснодарский край)
Розенталь — упразднённый в 1977 году хутор в составе Крыловского района Краснодарского края России. Ныне урочище

## География
Находился возле хутора Ульяновка, упразднённого в 1988 году под названием Ульяновский и обозначающийся на картах как урочище.

## История
Упразднён Решением Краснодарского краевого Совета народных депутатов № 763 от 23 ноября 1977 года.

## Инфраструктура
Личное подсобное хозяйство с зоной сельскохозяйственного использования, индивидуальная застройка усадебного типа.

## Транспорт
Просёлочные дороги соединяли хутор с ближайшими селениями.